# Ashley Eckstein

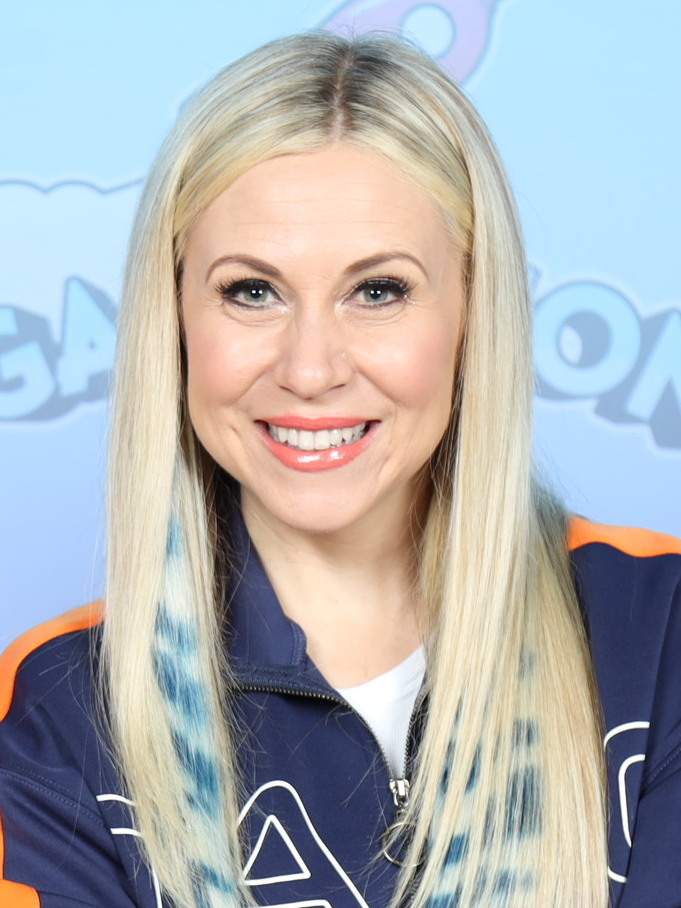
Ashley Eckstein (2023)

Ashley Eckstein (* 22. September 1981 in Louisville, Kentucky, als Maria Ashley Drane) ist eine US-amerikanische Filmschauspielerin und Synchronsprecherin. Sie wurde durch ihre Synchronisation der Star-Wars-Figur Ahsoka Tano bekannt.

## Leben
Als Tochter des ehemaligen Disney-Mitarbeiters Tony und der Lehrerin Sharon Drane wurde Eckstein in Louisville geboren, wuchs jedoch in Orlando, Florida, auf. Sie hat drei Geschwister. Durch die Arbeit ihres Vaters, der rund 15 Jahre für Disney gearbeit hatte, kam sie in Kontakt mit dem Filmgeschäft. Später wurde sie als Feststimme für die Jedi-Padawan Ahsoka Tano engagiert, die sie sowohl in der Fernsehserie The Clone Wars als auch im dazugehörigen Film und etlichen weiteren Auftritten synchronisierte.
Sie ist Begründerin ihrer eigenen Firma Her Universe, mit der sie in Kooperation mit der Arca Group Merchandise-Produkte für weibliche Fans von Star Wars, Marvel und weiteren Labels produziert.
Eckstein ist seit 2005 mit dem ehemaligen Baseballspieler David Eckstein verheiratet.

## Filmografie (Auswahl)
- 2002: The Rerun Show (Fernsehserie)
- 2002–2006: Raven blickt durch (Fernsehserie)
- 2003: Ancient Warriors
- 2003: Prey for Rock & Roll
- 2004: Drake & Josh (Folge 1x03)
- 2007: Alice Upside Down
- 2007: Sydney White – Campus Queen
- 2008: Star Wars: The Clone Wars (Stimme)
- 2008: The Clone Wars – Lichtschwert-Duelle (Stimme, Videospiel)
- 2008–2014, 2020: Star Wars: The Clone Wars (Stimme, Fernsehserie)
- 2009: The Clone Wars – Republic Heroes (Stimme, Videospiel)
- 2012: Smuggler’s Gambit (Stimme, Hörspiel)
- 2012–2018: Sofia die Erste – Auf einmal Prinzessin (Stimme, Fernsehserie)
- 2014–2018: Star Wars Rebels (Stimme, Fernsehserie)
- 2016: Tränen der Erinnerung – Only Yesterday (Stimme)
- 2017–2018: Star Wars: Die Mächte des Schicksals (Stimme)
- 2019: Star Wars: Der Aufstieg Skywalkers (Stimme)
- 2020: She-Ra und die Rebellen-Prinzessinnen (Stimme)
- 2022: Star Wars: Geschichten der Jedi (Stimme, Fernsehserie)

## Hörbücher
- 2016: Star Wars: Ahsoka (Erzähler).[3]